# Pinus quadrifolia
Pinus quadrifolia Parl. ex Sudw. – gatunek drzewa iglastego z rodziny sosnowatych (Pinaceae). Występuje w południowej Kalifornii i oraz w meksykańskiej Kalifornii Dolnej (Sierra de Juárez, Sierra de San Pedro Mártir). 

## Morfologia
PokrójNiewielkie drzewo. U starszych drzew korona nieregularnie zaokrąglona, u młodych stożkowata.
PieńOsiąga wysokość do 15 m. Kora starszych drzew gruba, łuskowata, u młodych cienka i gładka.
LiścieIgły zebrane po 5 na krótkopędach, rzadko po 4, delikatnie wygięte, o długości 1,5–4 cm, szerokości 0,5–1,5 mm.
SzyszkiSzyszki nasienne długości 3,5–5,0 cm, po otwarciu szerokości 4,5–7 cm. Nasiona brązowe, o długości do 14–17 mm, szerokości 6–8 mm, bez skrzydełek. Łupina nasienna bardzo cienka, grubości 0,2–0,3 mm.

## Biologia i ekologia
Drzewo wiatropylne. Jedna wiązka przewodząca w liściu, kanały żywiczne 2, rzadko 1 lub 3.
Występuje na wysokości 1100–2000 m n.p.m. Rośnie w różnych formacjach leśnych, m.in. razem z sosną Jeffreya, P. monophylla czy Juniperus californica.
Nasiona są pożywieniem dla ptaków i gryzoni.

## Systematyka
Synonimy: Pinus cembroides Zucc. var. parryana (Engelmann) A. Voss, P. cembroides Zucc. subsp. parryana (Engelmann) E. Murray, P. llaveana J. Torrey non Schlectendahl, P. cembroides Zucc. var. quadrifolia (Parl. ex Sudw.) Silba, P. juarezensis Lanner, P. parryana Engelmann non Gordon et Glendinning.
Status tego gatunku jest dyskusyjny. Opisane zostały dwa taksony w randze gatunku: Pinus quadrifolia Parlatore ex Sudworth oraz Pinus juarezensis Lanner. Lanner sprowadził Pinus quadrifolia do roli mieszańca międzygatunkowego sosen P. juarezensis i P. monophylla – P. ×quadrifolia Parl. Przez innych botaników P. juarezensis uznawana jest za synonim Pinus quadrifolia. Earle sugeruje, że właściwy gatunek sosny pięcioigielnej z tego obszaru nie został jeszcze opisany i jest bliżej spokrewniony z taksonem opisanym jako P. juarezensis, przy czym wyniki badań molekularnych mogą dostarczyć więcej informacji co do mieszańcowego pochodzenia czteroigielnej sosny P. quadrifolia. 
Brak cech mieszańcowych w części okazów w obrębie zasięgu P. juarazensis sugeruje, że uzasadnione może być traktowanie tego taksonu jako gatunku. Wówczas z perspektywy nomenklatury taksonomicznej można by zredukować P. quadrifolia do rangi odmiany P. juarezensis var. quadrifolia, ale nazwa taka nigdy nie została opublikowana. Dlatego Earle proponuje uznać obie nazwy gatunkowe za synonimy, z uwzględnieniem pierwszeństwa Pinus quadrifolia z racji wcześniejszej publikacji. 
Pozycja gatunku w obrębie rodzaju Pinus:
- podrodzaj Strobus
  - sekcja Parrya
    - podsekcja Cembroides
      - gatunek P. quadrifolia